# Игор Миладиновић (фудбалер, 2003)
Игор Миладиновић (Крушевац, 8. јун 2003) српски је фудбалер који тренутно игра за Сент Етјен.

## Каријера
Миладиновић је у родном Крушевцу наступао за „Кнез Лазар” чији је члан био до лета 2018. године. Касније је прешао у Чукарички, заједно с годину дана млађим братом Урошем. С клубом је убрзо потписао стипендијски уговор и у наредном периоду наступао за млађе селекције. У августу 2020. је потписао професионални уговор с клубом, а крајем наредне је продужио сарадњу за још четири године. У Суперлиги Србије је дебитовао у претпоследњем колу такмичарске 2021/22, на гостовању Војводини. Тада је на терену заменио Кристијана Белића у другом полувремену. Следеће сезоне је постао регуларни члан првог тима, док је повремено наступао и за омладински састав. Први погодак за Чукарички постигао је у трећем колу Суперлиге Србије за сезону 2023/24, против Јавора. Такође је био стрелац и јединог поготка за Чукарички у плеј-офу за Лигу Европе, против Олимпијакоса у Пиреју. Из Чукаричког је 9. августа 2024. године прешао у француског прволигаша Сент Етјен.

## Репрезентација
Миладиновић је за кадетску репрезентацију Србије дебитовао у двомечу с вршњацима из Русије у децембру 2019. године. У фебруару наредне године је био стрелац на пријатељској утакмици с Норвешком. Међутим, услед пандемије ковида 19 елит рунда квалификација за Европско првенство и завршни турнир су отказани. У јуну 2021. је заиграо за омладинску селекцију у двомечу с Румунијом. Наредне године је наступио у последњој рунди квалификација за Европско првенство, а потом се нашао на списку фудбалера за завршни турнир у Словачкој. Репрезентација Србије је учешће на турниру завршила након групне фазе. Он је потом добио позив у младу репрезентацију, под вођством селектора Горана Стевановића, за пријатељску утакмицу са Бугарском у септембру 2022. На том сусрету је одиграно је само прво полувреме, пошто је уследио прекид због временске непогоде, а Миладиновић је био у првој постави. Наступио је и на отварању квалификација за Европско првенство, годину дана касније, против екипе Азербејџана. Тада је на терену заменио Аљошу Васића након једног часа игре.

## Статистика

### Клупска
Ажурирано 2. марта 2024.
| Клуб      | Сезона   | Лига             | Лига | Лига | Национални куп | Национални куп | Европа | Европа | Остало | Остало | Укупно | Укупно |
| Клуб      | Сезона   | Дивизија         |      | Гол  |                | Гол            |        | Гол    |        | Гол    |        | Гол    |
| --------- | -------- | ---------------- | ---- | ---- | -------------- | -------------- | ------ | ------ | ------ | ------ | ------ | ------ |
| Чукарички | 2021/22. | Суперлига Србије | 2    | 0    | 0              | 0              | —      | —      | —      | —      | 2      | 0      |
| Чукарички | 2022/23. | Суперлига Србије | 11   | 0    | 4              | 0              | 1      | 0      | —      | —      | 16     | 0      |
| Чукарички | 2023/24. | Суперлига Србије | 23   | 9    | 1              | 0              | 7      | 1      | —      | —      | 31     | 9      |
| Чукарички | Укупно   | Укупно           | 36   | 9    | 5              | 0              | 8      | 1      | —      | —      | 49     | 10     |

### Утакмице у дресу репрезентације
| Репрезентација Србије у узрасту до 17 година старости | Репрезентација Србије у узрасту до 17 година старости | Репрезентација Србије у узрасту до 17 година старости | Репрезентација Србије у узрасту до 17 година старости | Репрезентација Србије у узрасту до 17 година старости | Репрезентација Србије у узрасту до 17 година старости | Репрезентација Србије у узрасту до 17 година старости | Репрезентација Србије у узрасту до 17 година старости | Репрезентација Србије у узрасту до 17 година старости | Репрезентација Србије у узрасту до 17 година старости |
| #                                                     | Датум                                                 | Такмичење                                             | Локација                                              | Домаћин                                               | Резултат                                              | Гост                                                  | Гол                                                   | Реф.                                                  |                                                       |
| ----------------------------------------------------- | ----------------------------------------------------- | ----------------------------------------------------- | ----------------------------------------------------- | ----------------------------------------------------- | ----------------------------------------------------- | ----------------------------------------------------- | ----------------------------------------------------- | ----------------------------------------------------- | ----------------------------------------------------- |
| 1.                                                    | 10. децембар 2019.                                    | Пријатељска утакмица                                  | Кућа фудбала, Стара Пазова                            | Србија                                                | 2 : 0                                                 | Русија                                                |                                                       | [ 29 ]                                                |                                                       |
| 2.                                                    | 12. децембар 2019.                                    | Пријатељска утакмица                                  | Кућа фудбала, Стара Пазова                            | Србија                                                | 3 : 3                                                 | Русија                                                |                                                       | [ 30 ]                                                |                                                       |
| 3.                                                    | 29. фебруар 2020.                                     | Пријатељска утакмица                                  | Кућа фудбала, Стара Пазова                            | Србија                                                | 4 : 1                                                 | Норвешка                                              | Гол                                                   | [ 17 ]                                                |                                                       |
| 4.                                                    | 11. март 2020.                                        | Пријатељска утакмица                                  | Стадион Тржни центар, Вождовац                        | Србија                                                | 2 : 2                                                 | Хрватска                                              |                                                       | [ 31 ]                                                |                                                       |
| 4                                                     | Укупан број утакмица и постигнутих погодака           | Укупан број утакмица и постигнутих погодака           | Укупан број утакмица и постигнутих погодака           | Укупан број утакмица и постигнутих погодака           | Укупан број утакмица и постигнутих погодака           | Укупан број утакмица и постигнутих погодака           | Укупан број утакмица и постигнутих погодака           | 1                                                     |                                                       |

| Репрезентација Србије у узрасту до 19 година старости | Репрезентација Србије у узрасту до 19 година старости                    | Репрезентација Србије у узрасту до 19 година старости                    | Репрезентација Србије у узрасту до 19 година старости                    | Репрезентација Србије у узрасту до 19 година старости                    | Репрезентација Србије у узрасту до 19 година старости                    | Репрезентација Србије у узрасту до 19 година старости                    | Репрезентација Србије у узрасту до 19 година старости | Репрезентација Србије у узрасту до 19 година старости | Репрезентација Србије у узрасту до 19 година старости |
| #                                                     | Датум                                                                    | Такмичење                                                                | Локација                                                                 | Домаћин                                                                  | Резултат                                                                 | Гост                                                                     | Гол                                                   | Реф.                                                  |                                                       |
| ----------------------------------------------------- | ------------------------------------------------------------------------ | ------------------------------------------------------------------------ | ------------------------------------------------------------------------ | ------------------------------------------------------------------------ | ------------------------------------------------------------------------ | ------------------------------------------------------------------------ | ----------------------------------------------------- | ----------------------------------------------------- | ----------------------------------------------------- |
| 1.                                                    | 5. јун 2021.                                                             | Пријатељска утакмица                                                     | Кућа фудбала, Стара Пазова                                               | Србија                                                                   | 1 : 0                                                                    | Румунија                                                                 |                                                       | [ 32 ]                                                |                                                       |
| 2.                                                    | 7. јун 2021.                                                             | Пријатељска утакмица                                                     | Кућа фудбала, Стара Пазова                                               | Србија                                                                   | 1 : 0                                                                    | Румунија                                                                 |                                                       | [ 33 ]                                                |                                                       |
| 3.                                                    | 9. март 2022.                                                            | Пријатељска утакмица                                                     | Кућа фудбала, Стара Пазова                                               | Србија                                                                   | 3 : 0                                                                    | Хрватска                                                                 |                                                       | [ 34 ]                                                |                                                       |
| 4.                                                    | 1. јун 2022.                                                             | Квалификације за Европско првенство                                      | Јанмар стадион, Алмере                                                   | Холандија                                                                | 1 : 2                                                                    | Србија                                                                   |                                                       | [ 35 ]                                                |                                                       |
| 5.                                                    | 4. јун 2022.                                                             | Квалификације за Европско првенство                                      | Спортпарк Зегерслот                                                      | Украјина                                                                 | 1 : 1                                                                    | Србија                                                                   |                                                       | [ 36 ]                                                |                                                       |
| 6.                                                    | 7. јун 2022.                                                             | Квалификације за Европско првенство                                      | Спортпарк Јулиана                                                        | Србија                                                                   | 3 : 2                                                                    | Норвешка                                                                 |                                                       | [ 37 ]                                                |                                                       |
| 7.                                                    | 19. јун 2022.                                                            | Европско првенство                                                       | Стадион ФК Похрон, Жјар на Хрону                                         | Србија                                                                   | 2 : 2                                                                    | Израел                                                                   |                                                       | [ 38 ]                                                |                                                       |
| 8.                                                    | 22. јун 2022.                                                            | Европско првенство                                                       | СНП, Банска Бистрица                                                     | Енглеска                                                                 | 4 : 0                                                                    | Србија                                                                   |                                                       | [ 39 ]                                                |                                                       |
| 9.                                                    | 25. јун 2022.                                                            | Европско првенство                                                       | СНП, Банска Бистрица                                                     | Аустрија                                                                 | 3 : 2                                                                    | Србија                                                                   |                                                       | [ 21 ]                                                |                                                       |
| 9                                                     | Укупан број утакмица, постигнутих погодака и минута проведених на терену | Укупан број утакмица, постигнутих погодака и минута проведених на терену | Укупан број утакмица, постигнутих погодака и минута проведених на терену | Укупан број утакмица, постигнутих погодака и минута проведених на терену | Укупан број утакмица, постигнутих погодака и минута проведених на терену | Укупан број утакмица, постигнутих погодака и минута проведених на терену |                                                       |                                                       |                                                       |

| Репрезентација Србије у узрасту до 21 године старости | Репрезентација Србије у узрасту до 21 године старости                    | Репрезентација Србије у узрасту до 21 године старости                    | Репрезентација Србије у узрасту до 21 године старости                    | Репрезентација Србије у узрасту до 21 године старости                    | Репрезентација Србије у узрасту до 21 године старости                    | Репрезентација Србије у узрасту до 21 године старости                    | Репрезентација Србије у узрасту до 21 године старости | Репрезентација Србије у узрасту до 21 године старости | Репрезентација Србије у узрасту до 21 године старости |
| #                                                     | Датум                                                                    | Такмичење                                                                | Локација                                                                 | Домаћин                                                                  | Резултат                                                                 | Гост                                                                     | Мин.                                                  | Гол                                                   | Реф.                                                  |
| ----------------------------------------------------- | ------------------------------------------------------------------------ | ------------------------------------------------------------------------ | ------------------------------------------------------------------------ | ------------------------------------------------------------------------ | ------------------------------------------------------------------------ | ------------------------------------------------------------------------ | ----------------------------------------------------- | ----------------------------------------------------- | ----------------------------------------------------- |
| 1.                                                    | 27. септембар 2022.                                                      | Пријатељска утакмица                                                     | Национална фудбалска база Бојана, Софија                                 | Бугарска                                                                 | 1 : 1                                                                    | Србија                                                                   |                                                       | [ 23 ]                                                |                                                       |
| 2.                                                    | 20. новембар 2022.                                                       | Пријатељска утакмица                                                     | Никозија                                                                 | Кипар                                                                    | 2 : 2                                                                    | Србија                                                                   |                                                       | [ 40 ]                                                |                                                       |
| 3.                                                    | 24. март 2023.                                                           | Пријатељска утакмица                                                     | ТСЦ академија, Бачка Топола                                              | Србија                                                                   | 0 : 2                                                                    | Италија                                                                  |                                                       | [ 41 ]                                                |                                                       |
| 4.                                                    | 28. март 2023.                                                           | Пријатељска утакмица                                                     | Спортски центар, Марбеља                                                 | Сједињене Америчке Државе                                                | 0 : 0                                                                    | Србија                                                                   |                                                       | [ 42 ]                                                |                                                       |
| 5.                                                    | 12. септембар 2023.                                                      | Квалификације за Европско првенство                                      | Кућа фудбала, Стара Пазова                                               | Србија                                                                   | 2 : 0                                                                    | Азербејџан                                                               |                                                       | [ 24 ]                                                |                                                       |
| 6.                                                    | 12. октобар 2023.                                                        | Квалификације за Европско првенство                                      | Стадион Сити Граунд, Нотингем                                            | Енглеска                                                                 | 9 : 1                                                                    | Србија                                                                   |                                                       | [ 43 ]                                                |                                                       |
| 6                                                     | Укупан број утакмица, постигнутих погодака и минута проведених на терену | Укупан број утакмица, постигнутих погодака и минута проведених на терену | Укупан број утакмица, постигнутих погодака и минута проведених на терену | Укупан број утакмица, постигнутих погодака и минута проведених на терену | Укупан број утакмица, постигнутих погодака и минута проведених на терену | Укупан број утакмица, постигнутих погодака и минута проведених на терену | 0                                                     |                                                       |                                                       |

## Трофеји, награде и признања

### Појединачно
- Играч кола у Суперлиги Србије

1. Суперлига Србије за сезону 2023/24, 20. коло[44]